# 喜多亮太
喜多 亮太（きた りょうた、1996年1月5日 - ）は、大阪府大阪市出身の元プロ野球選手（捕手）。右投右打。

## 経歴
大阪市立鶴浜小学校時代は「鶴町クラブ」で、大阪市立大正西中学校時代は「大正シニア」でプレー。
敦賀気比高等学校では1年秋から正捕手となる。2年春のセンバツに出場するも、無安打で1回戦敗退を喫する。同年秋に福井大会優勝、北信越大会準優勝。3年時に主将を務め、福井大会優勝。2年連続で同年春のセンバツに出場。5試合に出場し、打率.333、1本塁打、21打点でベスト4に貢献。大会4度目となる二者連続本塁打の一方を打っている。同期にはバッテリーを組んだ岸本淳希がいる。プロ志望届を提出するも、ドラフト指名からは漏れ、内定を得ていたセガサミーに入社した。
セガサミー硬式野球部では1年目から公式戦に出場するも、6歳年上の先輩捕手がいたことからなかなか出番に恵まれなかった。その先輩捕手が引退した2018年に正捕手の座を掴み、第89回都市対抗野球大会でベスト4入りに貢献。大会優秀選手にも選出される活躍により、第2回 WBSC U-23ワールドカップの日本代表に選出され、準優勝に貢献。しかし、この年もドラフト指名から漏れ、「セガサミーの環境の良さに甘えていた」と同年をもって退部した。
NPB入りを目指し、2019年は独立リーグのベースボール・チャレンジ・リーグ・石川ミリオンスターズに入団。リーダーシップを発揮し、正捕手を務めて70試合に出場。打率.255、5本塁打、29打点、盗塁阻止率.446を記録。1年でのNPB入りを目標としてたが、ドラフト指名から漏れたことで、球団に現役引退を申し入れ、10月20日に任意引退となった。
石川退団後は、同じく石川県にある小松マテーレに勤務し、同社の軟式野球チーム（石川県小松支部A級所属）でプレーした。

## 選手としての特徴
捕手としてのスローイングに定評があり、二塁への送球は最速1秒72の強肩。リードも光るが、打撃面に課題が残る。

## 詳細情報

### 独立リーグでの年度別打撃成績
| 年 度     | 球 団     | 試 合 | 打 席 | 打 数 | 得 点 | 安 打 | 二 塁 打 | 三 塁 打 | 本 塁 打 | 塁 打 | 打 点 | 盗 塁 | 盗 塁 死 | 犠 打 | 犠 飛 | 四 球 | 敬 遠 | 死 球 | 三 振 | 併 殺 打 | 打 率 | 出 塁 率 | 長 打 率 | O P S |
| --------- | --------- | ----- | ----- | ----- | ----- | ----- | -------- | -------- | -------- | ----- | ----- | ----- | -------- | ----- | ----- | ----- | ----- | ----- | ----- | -------- | ----- | -------- | -------- | ----- |
| 2019      | 石川      | 70    | 274   | 235   | 31    | 60    | 10       | 1        | 5        | 87    | 29    | 2     | 1        | 6     | 0     | 32    | -     | 1     | 47    | 0        | .255  | .347     | .370     | .717  |
| 通算：1年 | 通算：1年 | 70    | 274   | 235   | 31    | 60    | 10       | 1        | 5        | 87    | 29    | 2     | 1        | 6     | 0     | 32    | -     | 1     | 47    | 0        | .255  | .347     | .370     | .717  |

### 背番号
- 27 （2019年）

### 代表歴
- 2018 WBSC U-23ワールドカップ 日本代表